# Spadotettix fletcheri
Spadotettix fletcheri är en insektsart som beskrevs av Hancock, J.L. 1910. Spadotettix fletcheri ingår i släktet Spadotettix och familjen torngräshoppor. Inga underarter finns listade i Catalogue of Life.